# 上海市场站
上海市场站是洛阳轨道交通1号线的地铁车站，位于中华人民共和国河南省洛阳市涧西区西苑路与周山大道交叉口，于2021年3月28日开通。

## 车站结构
上海市场站位于西苑路与周山大道交叉口，沿西苑路设置，呈东西走向，为地下两层岛式站台车站，车站长275.6米，宽21.2米，车站地下一层为站厅层，地下二层为站台层，站台设置全高站台门。
| 地面              | 出入口 | A、B、C、E出入口                                                                                        |
| 地下一层          | 站厅   | 客服中心、自动售票机、验票机                                                                            |
| 地下二层          | 站台   | \| \| \| █ 1号线往红山（长安路） \| \| 島式 · 開左邊车门 \| \| \| \| \| \| █ 1号线往杨湾（牡丹广场） \| |
|                   |        | █ 1号线往红山（长安路）                                                                                 |
| 島式 · 開左邊车门 |        | |
|                   |        | █ 1号线往杨湾（牡丹广场）                                                                               |

## 出入口
上海市场站目前开放4个出入口，各出口及周围设施如下所示：
| 出口编号            | 照片 | 地点                         | 可到达目的地                     |
| ------------------- | ---- | ---------------------------- | -------------------------------- |
| A · 出口 · （设有） |      | 西苑路（南），周山大道（东） | 双瑞花园                         |
| B · 出口            |      | 西苑路（南），周山大道（西） | 中国一拖集团有限公司，青岛路小学 |
| C · 出口            |      | 西苑路（北），周山大道（西） | 上海市场百货大楼，上海市场步行街 |
| E · 出口            |      | 西苑路（北），周山大道（东） | 洛阳市工人文化宫                 |
| 图例： 设有         |      |                              |                                  |

## 接驳交通

### 公交车
- 西苑路周山大道：8路，14路，25路，50路，63路，69路，70路，75路
- 周山大道西苑路：31路
- 西苑路牡丹路：8路，14路，25路，31路，50路，63路，69路，70路，75路

## 历史
本站工程名与正式站名均为上海市场站，以车站北侧的上海市场命名。
- 2019年1月30日，车站主体结构封顶[2]。
- 2021年3月28日，车站随1号线通车开通[1]。

## 其他
2023年5月29日晚间，因强降雨导致车站漏雨，导致车站站厅及站台积水严重，并有传言称车站发生塌方。5月30日凌晨官方通报称，车站因降雨站内出现积水情况，并未发生塌方，车站自30日起暂停服务。30日12时，车站恢复运营。